# بيلفال (الأردين)
بيلفال هي بلدية فرنسية تقع في إقليم الأردين في منطقة غراند إيست. 